# Liste des pièces commémoratives de 2 euros de 2024
Carte
- deux pièces commémoratives de 2 € émises
- une pièce commémorative de 2 € émise
- pas de pièce commémorative de 2 € émise
- ne fait pas partie de la zone euro

Chronologie
2023 2025
Une pièce commémorative de 2 euros est une pièce de 2 euros frappée par un État membre de la zone euro ou par un des micro-États autorisés à frapper des pièces de monnaie libellées en euro, destinée à commémorer un événement historique ou célébrer un événement actuel important. 
Cet article répertorie les 35 pièces commémoratives émises pour l'année 2024.
La pièce commémorative de Chypre pour les 20 ans d'adhésion de Chypre à l'Union Européenne n’a été émise qu'à 7000 exemplaires, le tirage le plus faible pour une pièce commémorative. Sur le site de la banque de Chypre, la pièce est mis en ligne le 26 novembre à partir de 7h30 ; des dizaines de milliers de collectionneurs se sont connectés et l'eShop est tombé avec comme conséquence une fermeture de la boutique pendant plusieurs jours. Rare sont ceux qui ont pu valider leur commande tandis que sur place, les collectionneurs ont attendu jusqu'à six heures pour obtenir une pièce au guichet de Nicosie. La cote de la pièce grimpera aussitôt à 700€ pour atteindre assez vite plus de 1500€.

## Pièces émises
Pour un article plus général, voir Pièce commémorative de 2 euros.
| Allemagne              | Présidence de Mecklembourg-Poméranie-Occidentale au Bundesrat |
|                        | Cette pièce est la deuxième de la deuxième série de 16 pièces de 2 € commémoratives sur les Länder allemands Le dessin représente le Königsstuhl, un ensemble emblématique de falaises de craie couronnées d’une forêt de hêtres, situé dans le parc national de Jasmund, sur l'île de Rügen. Les falaises sont représentées vues du rivage, ce qui souligne de manière particulièrement efficace la monumentalité de ce site naturel exceptionnel. L’image détaillée crée un effet de profondeur en combinant la représentation de la mer, de l’avifaune et de l’humanité. La typographie moderne, en harmonie avec le dessin d’une mouette en vol, est intégrée dans le relief. La moitié supérieure de la partie centrale de la pièce comporte l’inscription «MECKLENBURG VORPOMMERN» |
| Graveur : Michael Otto | \| Date : \| Tirage : \| \| janvier 2024 \| 30 000 000 pièces \| |
| Date :                 | Tirage : |
| janvier 2024           | 30 000 000 pièces |

| Allemagne | 175e anniversaire de la constitution de l'église Saint-Paul |
|           | Le dessin comporte plusieurs couches thématiques. Au premier plan figure une représentation en perspective de l’Église Saint-Paul, et des représentants de l’assemblée constituante nationale arrivant dans l’église. Elle se superpose sur une représentation du document constitutionnel et d’une plume, symbolisant le résultat des travaux du parlement de Francfort. Enfin, le dessin est couronné par trois allégories féminines — l'Unité, la Justice et la Liberté — et par le drapeau tricolore noir, rouge et or. Ce vivant relief sur trois plans évoque l’intemporalité des principes démocratiques fondamentaux qui ont été couchés sur le papier pour la première fois et de manière fondatrice dans la Constitution de Francfort. La partie centrale de la pièce comporte également l’inscription «PAULSKIRCHENVERFASSUNG 1849» («Constitution de l’Église Saint-Paul 1849») et, en bas, l’année d’émission «2024» |
| Graveur : | \| Date : \| Tirage : \| \| mars 2024 \| 30 000 000 pièces \| |
| Date :    | Tirage : |
| mars 2024 | 30 000 000 pièces |

| Andorre                  | Championnats du monde de VTT 2024 |               |
|                          | Le dessin de la pièce montre un cycliste qui traverse un paysage avec l’inscription «CAMPIONATS DEL MÓN UCI DE BTT» (championnats du monde de VTT UCI 2024). |               |
| Graveur :                | \| Gravure sur la tranche : \| Date : \| Tirage : \| \| \| dernier trimestre 2024 \| 60 000 pièces \|                                                        |               |
| Gravure sur la tranche : | Date : | Tirage :      |
|                          | dernier trimestre 2024 | 60 000 pièces |

| Andorre                  | Centenaire du ski en Andorre |               |
|                          | Le dessin de la pièce célèbre le centenaire de la pratique de ce sport en Andorre et reproduit la partie inférieure de la silhouette d’un skieur ainsi que le nom du pays émetteur «ANDORRA» et l’année d’émission «2024». |               |
| Graveur :                | \| Gravure sur la tranche : \| Date : \| Tirage : \| \| \| dernier trimestre 2024 \| 60 000 pièces \| |               |
| Gravure sur la tranche : | Date : | Tirage :      |
|                          | dernier trimestre 2024 | 60 000 pièces |

| Belgique               | Présidence belge du Conseil de l'Union européenne en 2024 |
|                        | Le dessin représente une volée d’oiseaux (des hirondelles) symbolisant le fonctionnement de l'UE, ses membres évoluant en groupe mais disposant chacun d'une marge de manœuvre individuelle, créant ainsi une entité complexe et dynamique. Le groupe représente donc avant tout la communauté. Dans un vol d'hirondelles, il y en a toujours une qui prend la tête et emmène le groupe dans son sillage, comme le fera la Belgique au premier semestre de 2024. Les 27 oiseaux symbolisent également le nombre total d’États membres de l'UE. Le code pays «BE» figure entre les oiseaux, en haut à droite du dessin. Dans l’espace libre qui se trouve dans la moitié inférieure, sous la volée d'oiseaux, figure l'inscription «BELGIAN PRESIDENCY OF THE COUNCIL OF THE EU 2024». |
| Graveur : Iris Bruijns | \| Date : \| Tirage : \| \| 15 janvier 2024 \| 2 130 000 pièces \| |
| Date :                 | Tirage : |
| 15 janvier 2024        | 2 130 000 pièces |

| Belgique               | Lutte contre le cancer en Belgique |
|                        | Au centre du dessin figure un ruban, symbole universel de l’engagement dans la lutte contre le cancer. Le ruban se prolonge vers les deux côtés de la pièce en formant des lignes incurvées qui représentent les battements d’un cœur sur un écran, exprimant ainsi la vie et la vitalité. Trois lignes sont visibles dans la partie supérieure, symbolisant un arc-en-ciel. Dans la partie inférieure de la pièce figurent des inscriptions en français et en néerlandais: «Lutte contre le cancer» — «Strijd tegen kanker». Les pièces devant être frappées par la Monnaie Royale des Pays-Bas, la marque d’atelier de l’Hôtel des monnaies d’Utrecht (un caducée) est représentée tout en bas de la pièce, à côté de la marque d’atelier du commissaire des monnaies belge (une fleur d’aster devant une fiole Erlenmeyer). |
| Graveur : Iris Bruijns | \| Date : \| Tirage : \| \| mai 2024 \| 2 130 000 pièces \| |
| Date :                 | Tirage : |
| mai 2024               | 2 130 000 pièces |

| Chypre                   | 20e anniversaire de l'adhésion de Chypre à l'Union européenne |              |
|                          | Sur le dessin figure l’île de Chypre, qui apparaît comme une force de création et de développement dans l’environnement européen, ce que symbolise la présence sur le dessin du bâtiment de la Commission européenne à Bruxelles. Le globe terrestre y figure également, symbolisant l’importance géopolitique de Chypre et sa contribution à la paix et au bien-être des nations. Le nom du pays émetteur, «ΚΥΠΡΟΣ – KIBRIS», et les dates «2004-2024» sont inscrits sur la partie inférieure du dessin. En outre, la phrase «20 ΧΡΌΝΙΑ ΑΠΌ ΤΗΝ ΈΝΤΑΞΗ ΤΗΣ ΚΎΠΡΟΥ ΣΤΗΝ ΕΥΡΩΠΑΪΚΉ ΈΝΩΣΗ» («20 ans de l’adhésion de Chypre à l’Union européenne») est inscrite le long de l’anneau intérieur de la pièce. |              |
| Graveur :                | \| Gravure sur la tranche : \| Date : \| Tirage : \| \| \| quatrième trimestre 2024 \| 7 000 pièces \| |              |
| Gravure sur la tranche : | Date : | Tirage :     |
|                          | quatrième trimestre 2024 | 7 000 pièces |

| Croatie                  | La vieille ville de Varaždin |                |
|                          | Le dessin figure le donjon du château de Varaždin. Y figurent les mentions du nom du pays d’émission «HRVATSKA» (Croatie), l’année d’émission «2024» et l’inscription «STARI GRAD VARAŽDIN» (la vieille ville de Varaždin), disposés sur les parties supérieure inférieure du dessin, le long de l’anneau intérieur de la pièce. |                |
| Graveur :                | \| Gravure sur la tranche : \| Date : \| Tirage : \| \| \| juin 2024 \| 200 000 pièces \| |                |
| Gravure sur la tranche : | Date : | Tirage :       |
|                          | juin 2024 | 200 000 pièces |

| Croatie                  | 500e anniversaire de la mort de Marko Marulić, |                |
|                          | En son centre, un portrait de l’écrivain croate Marko Marulić (parfois francisé en «Marc Marule»). Disposés en cercle au bord du centre de la pièce sont également inscrits le code de pays émetteur («HR» pour la Croatie), l’année d’émission («2024.») et le nom de l’écrivain, «MARKO MARULIĆ». |                |
| Graveur :                | \| Gravure sur la tranche : \| Date : \| Tirage : \| \| \| octobre 2024 \| 200 000 pièces \| |                |
| Gravure sur la tranche : | Date : | Tirage :       |
|                          | octobre 2024 | 200 000 pièces |

| Espagne                  | Centre historique de Séville |                  |
|                          | Cette pièce est la quinzième d'une série de pièces commémoratives sur les sites espagnols inscrits au patrimoine mondial de l'UNESCO. Le dessin représente une vue du Patio des Demoiselles (Patio de las Doncellas) de l'Alcazar de Séville. Au-dessus est inscrit en majuscules et en arc de cercle le nom SEVILLA. |                  |
| Graveur :                | \| Gravure sur la tranche : \| Date : \| Tirage : \| \| \| premier trimestre 2024 \| 1 500 000 pièces \| |                  |
| Gravure sur la tranche : | Date : | Tirage :         |
|                          | premier trimestre 2024 | 1 500 000 pièces |

| Espagne                  | 200e anniversaire de la police nationale, |                  |
|                          | Le dessin représente l'emblème de la police nationale. Il est entouré de la légende suivante: «ESPANA- POLICIA NACIONAL 1824-2024». En bas à droite de l'emblème figure la marque d'atelier de la Monnaie espagnole, qui est un M surmonté d'une couronne. |                  |
| Graveur :                | \| Gravure sur la tranche : \| Date : \| Tirage : \| \| \| premier trimestre 2024 \| 1 500 000 pièces \| |                  |
| Gravure sur la tranche : | Date : | Tirage :         |
|                          | premier trimestre 2024 | 1 500 000 pièces |

| Estonie                 | Bleuet, fleur nationale de l'Estonie, |
|                         | Le dessin figure la silhouette d’un bleuet, avec en haut à gauche, en demi-cercle, la mention «CENTAUREA CYANUS» (un des noms latins du bleuet). |
| Graveur :               | \| Date : \| Tirage : \| \| Deuxième trimestre 2024 \| 1 000 000 pièces \|                                                                       |
| Date :                  | Tirage : |
| Deuxième trimestre 2024 | 1 000 000 pièces |

| Finlande                 | Élections et Démocratie |                |
|                          | Le dessin présente des bulletins de vote stylisés. Les bulletins sont composés de cercles et de rectangles. Il y a huit bulletins qui se chevauchent partiellement, créant ainsi des formes géométriques plus petites aux intersections. La mention «VAALIT ♦DEMOKRATIA» est inscrite le long du côté droit de l'anneau intérieur de la pièce ainsi que la mention «VAL ♦DEMOKRATI» le long du côté gauche de l'anneau intérieur. |                |
| Graveur :                | \| Gravure sur la tranche : \| Date : \| Tirage : \| \| \| printemps 2024 \| 400 000 pièces \| |                |
| Gravure sur la tranche : | Date : | Tirage :       |
|                          | printemps 2024 | 400 000 pièces |

| Finlande                 | Architecture de Finlande – Gesellius-Lindgren-Saarinen, |                |
|                          | Le dessin montre les silhouettes de quatre bâtiments, dont les toits des tours pointent vers le centre. Les mentions «GESELLIUS», «LINDGREN» et «SAARINEN», ainsi que l'indication du pays d'émission «FI», la marque d’atelier et l’année «2024» courent en diagonale entre les bâtiments. Les mentions et les silhouettes des bâtiments forment une espèce de cadran d'horloge sur la surface circulaire de la pièce. |                |
| Graveur :                | \| Gravure sur la tranche : \| Date : \| Tirage : \| \| \| automne 2024 \| 400 000 pièces \| |                |
| Gravure sur la tranche : | Date : | Tirage :       |
|                          | automne 2024 | 400 000 pièces |

| France                   | Jeux olympiques d'été de 2024 à Paris (Hercule) |                |
|                          | Cette pièce est la quatrième et dernière d'une série de quatre pièces consacrées aux Jeux Olympiques de 2024 à Paris. Le dessin représente Hercule, un type iconographique souvent utilisé dans les émissions monétaires françaises, pratiquant la lutte antique, en référence aux Jeux olympiques de l’Antiquité, avec une chimère de la cathédrale Notre-Dame, la chimère du Stryge. Les deux lutteurs se trouvent au premier plan devant la façade de Notre-Dame. À l’arrière-plan, à gauche, figure une piste d’athlétisme dans laquelle sont insérés le logo de Paris 2024 |                |
| Graveur :                | \| Gravure sur la tranche : \| Date : \| Tirage : \| \| \| janvier 2024 \| 260 000 pièces \| |                |
| Gravure sur la tranche : | Date : | Tirage :       |
|                          | janvier 2024 | 260 000 pièces |

| France                   | Jeux olympiques de 2024 à Paris |                   |
|                          | Cette pièce représente la Tour Eiffel, Basilique Notre-Dame-de-la-Garde et une fleur de Tiaré de Tahiti ; Les bras de la Eiffel sont représentés par 73 rivets symbolisant les collectivités hôtes. |                   |
| Graveur :                | \| Gravure sur la tranche : \| Date : \| Tirage : \| \| \| mai 2024 \| 24 000 000 pièces \| |                   |
| Gravure sur la tranche : | Date : | Tirage :          |
|                          | mai 2024 | 24 000 000 pièces |

| Grèce                    | 150e anniversaire de la naissance de Penelope Delta |                |
|                          | Le dessin figure un portrait de Pénélope Delta. Le long de l’anneau intérieur de la pièce figurent les inscriptions «ΠΗΝΕΛΟΠΗ ΔΕΛΤΑ 1874-1941» («PENELOPE DELTA 1874-1941») |                |
| Graveur :                | \| Gravure sur la tranche : \| Date : \| Tirage : \| \| \| juillet 2024 \| 750 000 pièces \|                                                                                |                |
| Gravure sur la tranche : | Date : | Tirage :       |
|                          | juillet 2024 | 750 000 pièces |

| Grèce                    | 50e anniversaire de la restauration de la République en Grèce |                |
|                          | Le dessin se compose du bâtiment du Parlement grec, entouré de la mention: «50 ΧΡΟΝΙΑ ΑΠΟ ΤΗ ΜΕΤΑΠΟΛΙΤΕΥΣΗ» («50 ANS DU RÉTABLISSEMENT DE LA DÉMOCRATIE EN GRÈCE») et «ΕΛΛΗΝΙΚΗ ΔΗΜΟΚΡΑΤΙΑ» («RÉPUBLIQUE HELLENIQUE»). |                |
| Graveur :                | \| Gravure sur la tranche : \| Date : \| Tirage : \| \| \| juillet 2024 \| 750 000 pièces \| |                |
| Gravure sur la tranche : | Date : | Tirage :       |
|                          | juillet 2024 | 750 000 pièces |

| Italie                    | 250e anniversaire de la fondation de la Garde des finances |                  |
|                           | Le dessin représente, au centre, une version stylisée du blason de la Garde des finances : il symbolise le concept de sécurité et offre, pour célébrer le passé, une vision de l’avenir du rôle de la Garde des finances, combinée avec les années à venir et les défis auxquels celle-ci continuera de faire face. Cet emblème comprend différents éléments: la montagne, la mer et le ciel, qui sont les milieux naturels dans lesquels la Garde exerce ses activités; le griffon, animal mythologique qui, selon la légende, protège le Trésor, représenté par le coffre de l’État, et la couronne tourelée. Dans la partie supérieure, en demi-cercle, l’inscription «GUARDIA DI FINANZA». Dans la partie inférieure, les dates «1774-2024», année de la création de la Garde des finances et année d’émission de la pièce. |                  |
| Graveur : Marta Bonifacio | \| Gravure sur la tranche : \| Date : \| Tirage : \| \| \| 12 mars 2024 \| 3 000 000 pièces \| |                  |
| Gravure sur la tranche :  | Date : | Tirage :         |
|                           | 12 mars 2024 | 3 000 000 pièces |

| Italie                    | Rita Levi-Montalcini, prix Nobel de physiologie ou médecine |                  |
|                           | Le dessin représente, au premier plan, un portrait en buste de Rita Levi-Montalcini, inspiré d’une photographie de Manuela Fabbri; en arrière-plan, tiré d’une médaille dessinée par Gino Levi-Montalcini, frère de la célèbre scientifique, un microscope dont le pied est en forme de fer à cheval, comme un porte-bonheur pour l'attribution du prix Nobel de médecine, en 1986. En haut, l’inscription en arc de cercle «RITA LEVI-MONTALCINI» |                  |
| Graveur : Silvia Petrassi | \| Gravure sur la tranche : \| Date : \| Tirage : \| \| \| 22 avril 2024 \| 3 000 000 pièces \| |                  |
| Gravure sur la tranche :  | Date : | Tirage :         |
|                           | 22 avril 2024 | 3 000 000 pièces |

| Lettonie         | Himmeli - Mobile en paille |
|                  | Le dessin représente la forme traditionnelle du module qui compose la décoration de Noël traditionnelle, à savoir un octaèdre, formé de 12 tiges reliées entre elles et symbolisant les 12 mois de l'année. En bas à gauche est inscrit le nom du pays d’émission: «LATVIJA». En haut à droite figure l’année d’émission de la pièce, à savoir «2024». |
| Graveur :        | \| Date : \| Tirage : \| \| 21 novembre 2024 \| 413 000 pièces \| |
| Date :           | Tirage : |
| 21 novembre 2024 | 413 000 pièces |

| Lituanie                 | Sodai en paille |                |
|                          | Le dessin présente un jardin de paille stylisé composé de formes géométriques de tailles variables, dont l’une pointe vers le haut (vers le ciel) et l’autre vers le bas (vers le sous-sol). Le dessin porte également l’inscription «LIETUVA» (LITUANIE), l’année d’émission (2024) et la marque d’atelier de la Monnaie lituanienne. |                |
| Graveur :                | \| Gravure sur la tranche : \| Date : \| Tirage : \| \| \| 25 septembre 2024 \| 500 000 pièces \| |                |
| Gravure sur la tranche : | Date : | Tirage :       |
|                          | 25 septembre 2024 | 500 000 pièces |

| Luxembourg               | 175e anniversaire de la mort du Guillaume II, Grand-Duc de Luxembourg |                |
|                          | La pièce existe en deux versions, l'une avec les portraits en gravure classique, l'autre avec les portraits en version hologramme. Le dessin représente, sur le côté gauche, la statue équestre du Grand-Duc Guillaume II et, sur le côté droit, l'effigie du Grand-Duc Henri, profil gauche. Les inscriptions «GROUSSHERZOGE VU LÉTZEBUERG» et «GUILLAUME II 1792-1849» figurent en arc de cercle dans la partie supérieure gauche du dessin. Le millésime «2024» et le chiffre «175», indiquant l'anniversaire, apparaissent en dessous de l'effigie du Grand-Duc Henri. |                |
| Graveur :                | \| Gravure sur la tranche : \| Date : \| Tirage : \| \| \| janvier 2024 \| 126 000 pièces \| |                |
| Gravure sur la tranche : | Date : | Tirage :       |
|                          | janvier 2024 | 126 000 pièces |

| Luxembourg               | 100e anniversaire de l'introduction des pièces en francs luxembourgeois à l'effigie du Feiersteppler |                |
|                          | La pièce existe en deux versions, l'une avec le Feiersteppler en gravure classique, l'autre avec le Feiersteppler en version hologramme. Le dessin représente, en son centre, la pièce luxembourgeoise émise en 1924, figurant un ouvrier de l’industrie sidérurgique ; cette représentation est intégrée dans le chiffre «100» pour indiquer l'anniversaire de la première émission de l'une des pièces en francs luxembourgeois restées en circulation le plus longtemps. Le nom du pays émetteur, LÉTZEBUERG, ainsi que le millésime, 2024, figurent dans la partie supérieure du dessin. Le mot «FEIERSTÉPPLER», appellation courante et populaire de cette pièce, apparaît dans la partie inférieure du dessin. Le monogramme (lettre «H» surmontée d’une couronne) représente le Grand-Duc Henri. |                |
| Graveur :                | \| Gravure sur la tranche : \| Date : \| Tirage : \| \| \| janvier 2024 \| 126 000 pièces \| |                |
| Gravure sur la tranche : | Date : | Tirage :       |
|                          | janvier 2024 | 126 000 pièces |

| Malte                        | L'abeille maltaise                                                                                          |               |
|                              | Le dessin propose une reconstitution d’une abeille sur une fleur et des alvéoles complètent l’arrière-plan. |               |
| Graveur : Maria Anna Frisone | \| Gravure sur la tranche : \| Date : \| Tirage : \| \| \| juin 2024 \| 80 000 pièces \|                    |               |
| Gravure sur la tranche :     | Date : | Tirage :      |
|                              | juin 2024                                                                                                   | 80 000 pièces |

| Malte                    | Citadelle de Gozo |               |
|                          | Le dessin propose une représentation de la ville de Gozo connue localement sous le nom d'«Iċ-Ċittadella» avec ses murs fortifiés ; en haut, on peut lire l'inscription «Ċittadella» et, en dessous, l’inscription «GOZO». |               |
| Graveur :                | \| Gravure sur la tranche : \| Date : \| Tirage : \| \| \| juin 2024 \| 85 500 pièces \| |               |
| Gravure sur la tranche : | Date : | Tirage :      |
|                          | juin 2024 | 85 500 pièces |

| Monaco                   | 500e anniversaire de la reconnaissance de la souveraineté de Monaco par Charles Quint                                                                                                   |               |
|                          | Le dessin figure l’effigie de Charles V. En haut, en demi-cercle, on peut voir le nom du pays émetteur «MONACO». En bas figure l’inscription «1524 – TRAITÉ AVEC CHARLES QUINT – 2024». |               |
| Graveur :                | \| Gravure sur la tranche : \| Date : \| Tirage : \| \| \| juin 2024 \| 15 000 pièces \|                                                                                                |               |
| Gravure sur la tranche : | Date : | Tirage :      |
|                          | juin 2024 | 15 000 pièces |

| Portugal                 | 50e anniversaire de la révolution des Œillets |                |
|                          | Au centre du dessin, un œillet symbolise la révolution, entouré de multiples cercles excentriques qui suggèrent que les actions et les croyances des gens peuvent changer au fil des ans, mais qu’au fond, elles restent fidèles aux principes de la révolution. À droite, le long de l’anneau intérieur, on peut lire le vers «Esta é a madrugada que eu esperava» (C’est l’aube que j’attendais) et le nom de la poétesse qui en est l’autrice «Sophia de Mello Breyner Andresen»; tandis qu’à gauche, à côté des armoiries nationales, on retrouve les mentions «Portugal» et « 25 avril 1974_2024» |                |
| Graveur :                | \| Gravure sur la tranche : \| Date : \| Tirage : \| \| \| avril 2024 \| 515 000 pièces \| |                |
| Gravure sur la tranche : | Date : | Tirage :       |
|                          | avril 2024 | 515 000 pièces |

| Portugal                 | Participation du Portugal aux 33e Jeux olympiques |                |
|                          | Le dessin présente un ensemble d’éléments disposés en forme de cœur, de façon à figurer une embrassade collective. Autour du cœur, on trouve 15 cercles qui, dans leur disposition, font référence aux anneaux olympiques et aux continents qu’ils représentent, et la pointe du cœur est surmontée par les armoiries du Portugal; au centre de cette embrassade, on retrouve le logo du Comité olympique portugais, ce qui exprime l’idée que les cœurs des Portugais vont battre à l’unisson pour l’équipe portugaise aux Jeux olympiques de Paris 2024. Sous le cœur figure la mention «Equipa Olímpica Portugal» et l’année «2024» |                |
| Graveur :                | \| Gravure sur la tranche : \| Date : \| Tirage : \| \| \| juillet 2024 \| 520 000 pièces \| |                |
| Gravure sur la tranche : | Date : | Tirage :       |
|                          | juillet 2024 | 520 000 pièces |

| Saint-Marin                 | 50e anniversaire de la Déclaration des droits civiques et des principes fondamentaux du droit à Saint-Marin |               |
|                             | Au centre figure un livre ouvert portant l’inscription «I DIRITTI DELLA PERSONA UMANA SONO INVIOLABILI» (Les droits de la personne humaine sont inviolables), tiré de l’article 5 de la loi no 59 du 8 juillet 1974 intitulée «Déclaration des droits des citoyens et des principes fondamentaux de l’ordre juridique de Saint-Marin». Dans la partie supérieure, on peut voir les silhouettes de la Statue de la Liberté et du Palais public |               |
| Graveur : Emanuele Ferretti | \| Gravure sur la tranche : \| Date : \| Tirage : \| \| \| avril 2024 \| 56 000 pièces \| |               |
| Gravure sur la tranche :    | Date : | Tirage :      |
|                             | avril 2024 | 56 000 pièces |

| Saint-Marin               | 530e anniversaire de la mort d'Il Ghirlandaio |               |
|                           | Au centre se trouve la Vierge en prière, un détail du tableau «Adoration des bergers» de Domenico Ghirlandaio, conservée dans la chapelle Sassetti de la basilique Santa Trinita (Florence). À gauche figurent l’inscription «SAN MARINO» et la lettre «R», marque d’atelier de la Monnaie de Rome, à droite figurent l’inscription «Ghirlandaio» et les dates «1494» et «2024» |               |
| Graveur : Valerio de Seta | \| Gravure sur la tranche : \| Date : \| Tirage : \| \| \| septembre 2024 \| 56 000 pièces \| |               |
| Gravure sur la tranche :  | Date : | Tirage :      |
|                           | septembre 2024 | 56 000 pièces |

| Slovaquie      | 100e anniversaire du marathon international de Košice, |
|                | Le dessin représente, sur le côté gauche, un marathonien et, sur le côté droit, un détail de la cathédrale Sainte-Élisabeth de Košice. Dans la partie inférieure du dessin figurent le nom du pays émetteur «SLOVENSKO» et, en dessous, l’année d’inauguration du marathon, à savoir «1924», et l’année d’émission de la pièce, à savoir «2024». L’inscription «KOŠICKÝ MARATÓN» figure le long de la moitié supérieure du dessin. |
| Graveur :      | \| Date : \| Tirage : \| \| septembre 2024 \| 1 000 000 pièces \| |
| Date :         | Tirage : |
| septembre 2024 | 1 000 000 pièces |

| Slovénie                 | 250e anniversaire de la Bibliothèque nationale et universitaire de Slovénie |                  |
|                          | Sur la pièce, on retrouve une poignée de porte légèrement inclinée provenant de la bibliothèque nationale et universitaire, sur laquelle figure Pégase, le cheval divin ailé que l’architecte Jože Plečnik utilise comme guide symbolique accueillant les visiteurs de la bibliothèque dans le monde du savoir. La poignée de porte symbolise le premier contact avec l’institution qui nous invite dans le monde de la connaissance et de l’inspiration. Dans la partie supérieure de la pièce, en demi-cercle, figure l’inscription «NARODNA IN UNIVERZITETNA KNJIŽNICA». |                  |
| Graveur :                | \| Gravure sur la tranche : \| Date : \| Tirage : \| \| \| novembre 2024 \| 1 000 000 pièces \| |                  |
| Gravure sur la tranche : | Date : | Tirage :         |
|                          | novembre 2024 | 1 000 000 pièces |

| Vatican                     | 150e anniversaire de la naissance de Guglielmo Marconi |               |
|                             | Le dessin présente le portrait de Marconi au centre, celui du pape Pie XI à droite et celui du futur pape Pie XII à gauche. En haut à droite, en demi-cercle, figure l’inscription «GUGLIELMO MARCONI» et, en dessous, les dates «1874» et «2024». En bas, on peut voir l’inscription «CITTÀ DEL VATICANO», suivie du nom de l’artiste «L. PANCOTTO» (). |               |
| Graveur : Loredana Pancotto | \| Gravure sur la tranche : \| Date : \| Tirage : \| \| \| mai 2024 \| 82 900 pièces \| |               |
| Gravure sur la tranche :    | Date : | Tirage :      |
|                             | mai 2024 | 82 900 pièces |

| Vatican                  | 750e anniversaire de la mort de Thomas d'Aquin |               |
|                          | Le dessin représente Saint Thomas d’Aquin à l'avant-plan, portant les vêtements de l’ordre dominicain auquel il appartenait. Dans sa main gauche, il tient un volume de son œuvre la plus importante, la Somme théologique, et dans l’autre, une plume. Il porte sur la poitrine un soleil dardant ses rayons, symbole de sa grande sagesse. Parmi les différents titres qu’il a reçus, le plus célèbre est «Docteur angélique», mentionné sous le dessin et qui glorifie sa pureté exceptionnelle d’âme et de corps. À l’arrière-plan à gauche, se trouve une fleur de lys, symbole de chasteté, ainsi que l’église Saint Thomas de Roccasecca, le premier bâtiment religieux au monde construit en l'honneur de Saint Thomas d’Aquin, qui a été canonisé le 18 juillet 1323 par le pape Jean XXII. En haut figure l’inscription «CITTÀ DEL VATICANO». Sur la gauche est indiquée l’année «1274» et sur la droite, l’année «2024». En dessous de cette dernière figurent la marque d’atelier «R» et le nom de l’artiste «A. CICCONI». L’anneau extérieur de la pièce est orné des douze étoiles du drapeau européen. |               |
| Graveur :                | \| Gravure sur la tranche : \| Date : \| Tirage : \| \| \| octobre 2024 \| 82 900 pièces \| |               |
| Gravure sur la tranche : | Date : | Tirage :      |
|                          | octobre 2024 | 82 900 pièces |